# Santuario della Madonna delle Grazie (Teramo)
Il santuario della Madonna delle Grazie è un edificio religioso dedicato alla protettrice della città di Teramo; si trova appena fuori le mura del centro storico della città, nei pressi di Porta Reale (comunemente detta Porta Madonna) e del parco Ivan Graziani.
La chiesa si sviluppa da una pianta rettangolare ad una sola navata e tre cappelle per parte. Il soffitto mostra volte a crociera, con una cupola semisferica affrescata da Cesare Mariani. Dietro alla cappella maggiore si trova l'abside.
La facciata principale ha un portico con tre ingressi.

## Storia

### XII secolo - Monastero di Sant'Angelo delle Donne
Il monastero di Sant'Angelo delle Donne è stato un monastero benedettino  femminile di Teramo del XII secolo.
Sorse come dipendenza del monastero di San Giovanni di Scorzione a Pastignano, a sua volta dipendenza femminile dell'abbazia di Montecassino.
L'inizio dei lavori, prima del 1153, fu reso possibile dalla donazione di un certo Todino, come testimonia l'iscrizione su una "pietra-documento".

### XV secolo - Monastero di Maria Santissima delle Grazie

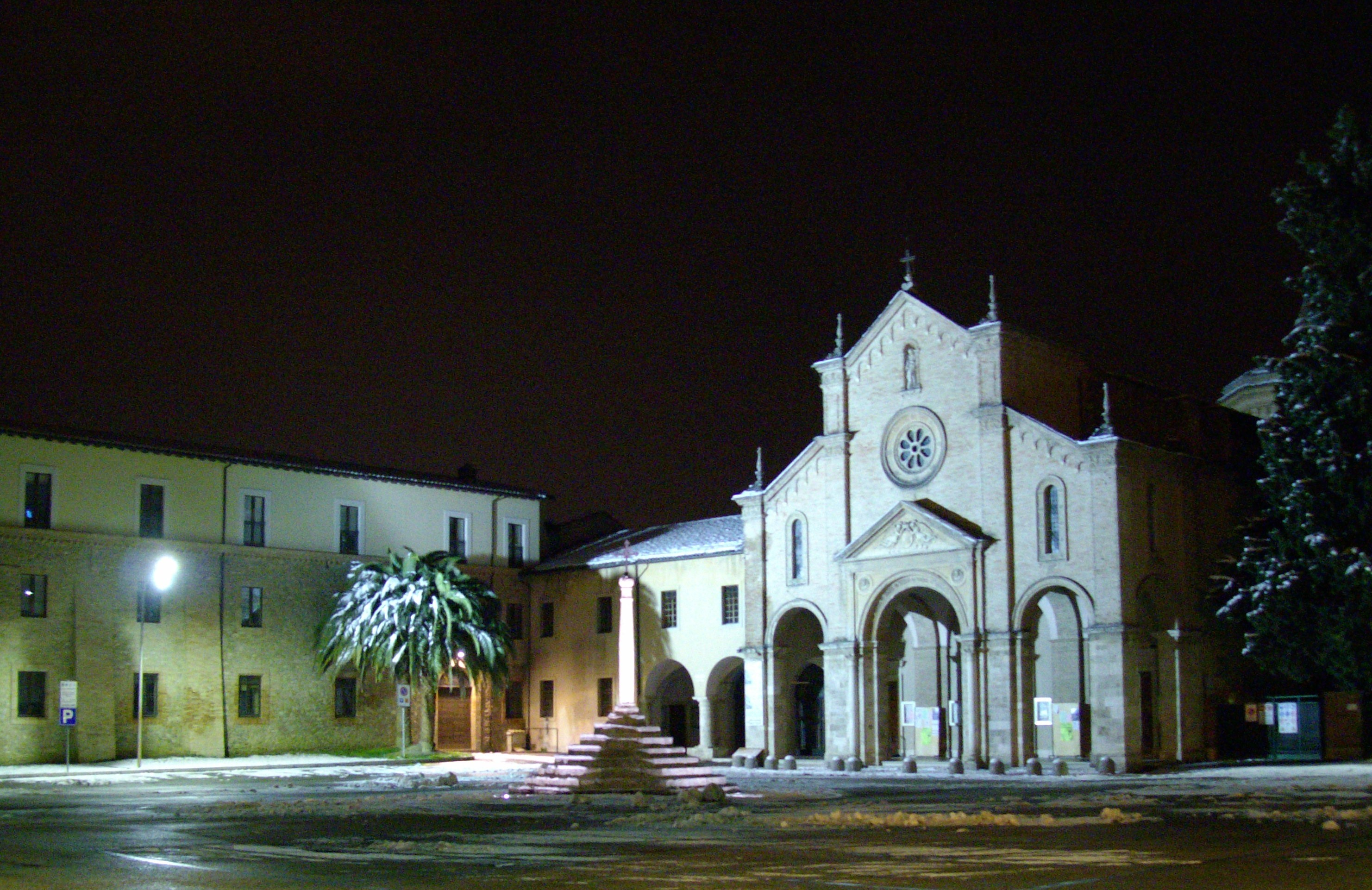
Santuario della Madonna delle Grazie - notturna

Papa Eugenio IV, forse su richiesta di fra' Giacomo della Marca, ne decise la trasformazione in un convento di frati minori osservanti e il vescovo di Penne, Giovanni da Palena presentò il progetto al papa Niccolò V, che lo approvò con una bolla del 15 febbraio 1449. Il nuovo convento fu intitolato a Santa Maria delle Grazie e le monache benedettine si trasferirono all'interno della città,
La predicazione, e l'azione pacificatrice, dei religiosi attirò la devozione di un numero crescente di fedeli, tanto che già negli anni 1465 - 1475 fu necessario ingrandire e modificare il vecchio complesso.
Sia il convento che la chiesa furono probabilmente ricostruiti ex novo, quest'ultima con un diverso orientamento della facciata, e fu iniziata la costruzione del campanile (per un quarto).
Nel novembre 1521 Teramo fu miracolosamente liberata dall'assedio del duca Andrea Matteo d'Acquaviva, le cui truppe fuggirono precipitosamente alla vista di un'apparizione della vergine.
Il vescovo Francesco Chierigatto, un nobile vicentino, consacrò la chiesa un martedì di Quaresima del 1524, il 1º marzo.
Nel XVI secolo dinanzi alla chiesa della Madonna delle Grazie, si tenevano cerimonie pubbliche di pacificazione; dal marzo del 1559, ogni Domenica in albis (l'ottava di Pasqua) si celebrò la Festa della Pace.

### XVII secolo - rifacimento barocco
Nella seconda metà del XVII secolo (sulla facciata demolita era inciso l'anno 1687, in grandi numeri romani) la chiesa subì una serie di trasformazioni che seguivano il gusto barocco allora dominante.
Si portò anche a termine il campanile, che è sopravvissuto fino ai nostri giorni e mostra ancora la differenza di stile tra la base più antica e lo stile barocco della parte superiore.

### XIX secolo - ricostruzione della chiesa

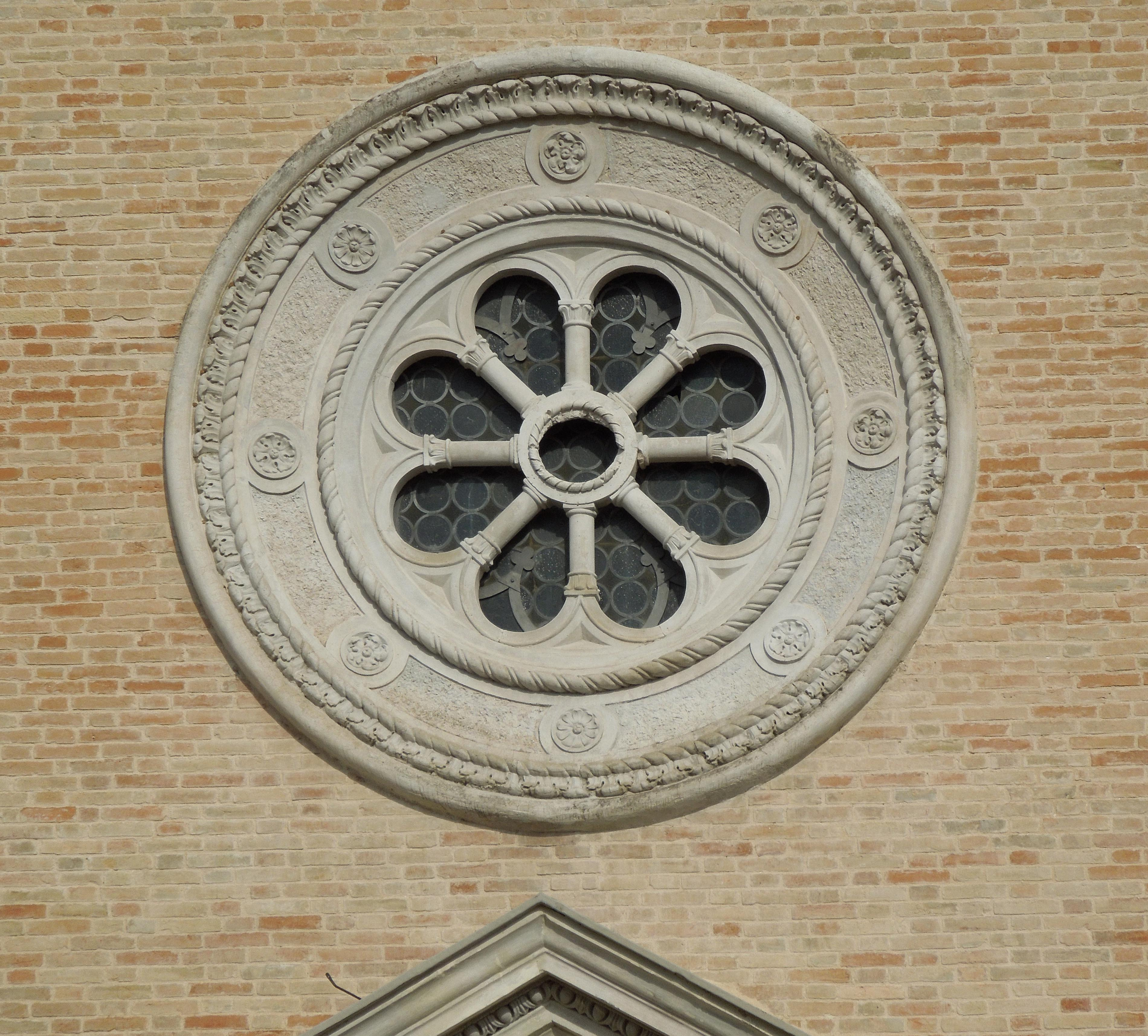
Particolare del rosone

Tra il 1892 ed il 1900 la chiesa antica in stile romanico fu demolita e ricostruita come oggi la possiamo vedere. L'operazione fu curata da Francesco Savini, su progetto architettonico del professor Cesare Mariani.

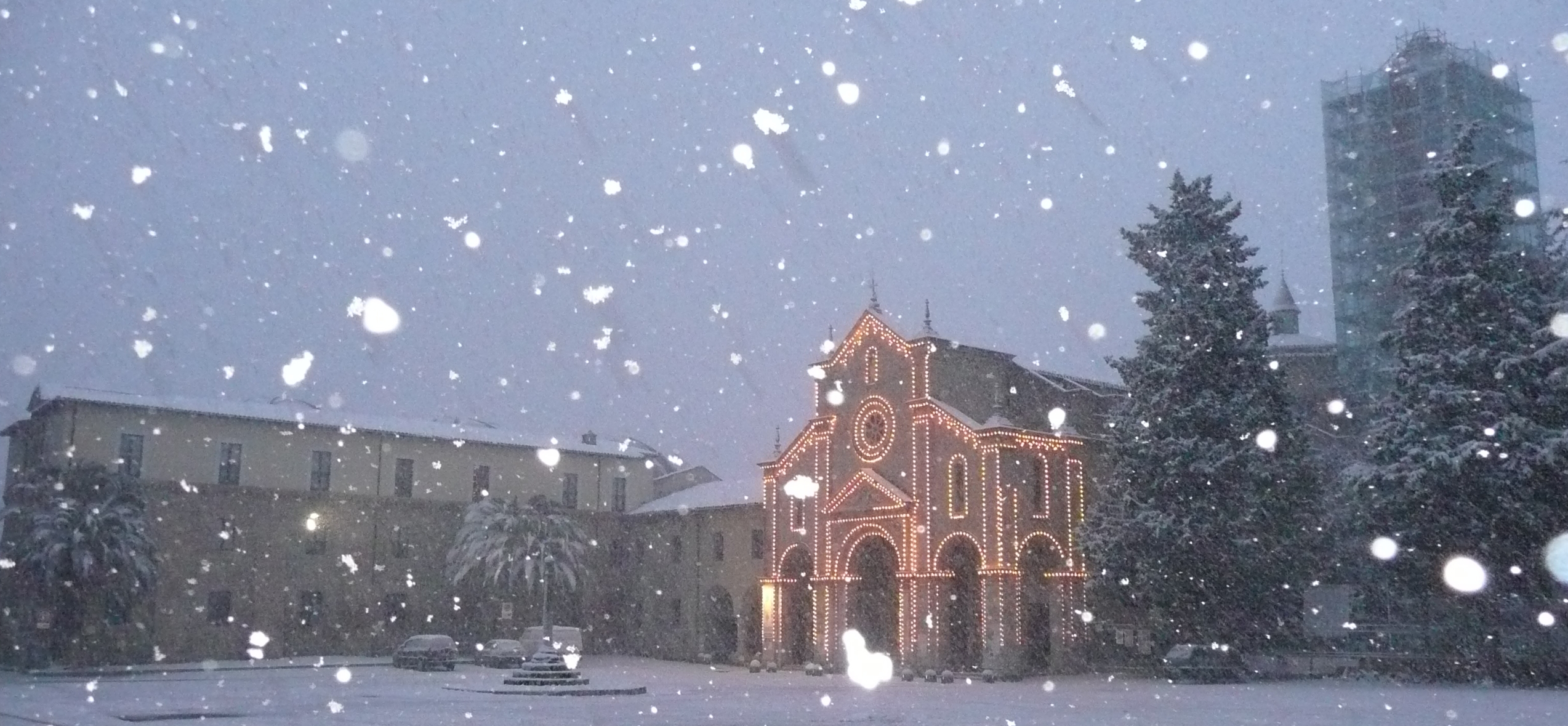
Il santuario con gli addobbi natalizi, durante una nevicata.

Dell'antico tempio rimane solo il campanile ed alcuni capitelli rinascimentali nel chiostro attiguo. Il monastero si è salvato quasi integralmente.
Il giorno dell'inaugurazione, il 27 settembre 1900, in un'affollata cerimonia l'arcivescovo di Lanciano, monsignor Della Cioppa, consacrò la nuova chiesa e l'altare maggiore. Il giorno seguente vennero consacrati gli altari delle famiglie Palma, Savini, Thaulero e Urbani dai tre vescovi, Russo di Pescina, Pietropaoli di Trivento, e Trotta di Teramo..
Sopra agli altari delle riconsacrate cappelle si possono vedere la grande tela di Pasquale Celommi Le tre Marie alla Croce (donata dal barone Filippone Thaulero), la Sacra famiglia di Vittorino Scarselli (donata dalla nobile famiglia Palma), il Trapasso di san Giuseppe (copia) di Francesco Tartagliozzi (donata da D. Francesco e D. Giuseppe Savini), una Madonna di Giacinto Stroppolatini.

### XX secolo
Tra il 1968 e il 1972, al tempo del Soprintendente Mario Moretti, vennero eseguiti importanti lavori resi necessari dal crollo di parte della loggia. Oltre agli indispensabili interventi di consolidamento, il chiostro fu restaurato e "liberato" verso la piazza. Sull'esterno del muro del convento, infatti, furono riportati a vista due archi dell'antico portico.

## Il chiostro
Il chiostro, a pianta leggermente trapezoidale, si trova accanto alla chiesa.
Su tre lati vi è una loggia doppia di archi a tutto sesto e massicce colonne, in pietra quelle inferiori ed in laterizio quelle superiori, con capitelli in stile lombardo-bizantino risalenti, probabilmente, alla prima metà del XII secolo.
Il lato più antico, sopra un loggiato di archi a sesto acuto sorretti da brevi colonne in pietra, mostra ancora taccia delle strette finestre a doppio sguancio, risalenti al convento di Sant'Angelo delle Donne.
La parte alta con le finestre rettangolari, è ascrivibile al rifacimento del XV secolo, come pure il loggiato superiore.

## Tesori d'arte

### Statua della Madonna delle Grazie
Sull'altare maggiore vi è la splendida statua in legno policromo, risalente al XV secolo, della Madonna delle Grazie che, coperta da uno splendente manto d'oro, siede con il Bambino disteso in grembo.
E un autentico capolavoro dell'arte abruzzese, secondo una tradizione fu donata, approssimativamente tra il 1470 ed il 1476, dallo stesso Giacomo della Marca.
La critica lo ha attribuito a Sebastiano di Cola da Casentino, un allievo di quel Silvestro dell'Aquila che pure ne è stato ritenuto l'autore; recenti studi l'hanno ascritto invece allo scultore Giovanni di Biasuccio da Fonteavignone, figura strettamente correlata a Silvestro dell'Aquila con il quale aprì bottega all'Aquila nel 1471. 
Un abate de XVIII secolo affermò che l'autore era un artista di Frattoli.
La statua è da sempre al centro della devozione popolare, di cui è testimonianza la imponente collezione di oltre 800 preziosi ex voto in lamina d'argento. La ricorrenza si festeggia il 2 luglio. C'è una copia di questa statua nella chiesa St. James ubicato a Penns Grove in New Jersey negli Stati Uniti.

### Affresco della scuola di Carlo Crivelli
Nel maggio 2007, dopo circa un trentennio, la Sovrintendenza ha restituito al museo del santuario il suo pezzo più importante.
Si tratta di un affresco murale molto rovinato, risalente alla seconda metà del XV secolo, della scuola di Carlo Crivelli.
L'opera fu probabilmente commissionata dalla ricca comunità di mercanti albanesi che all'epoca risiedeva a Teramo.
Al centro è raffigurata la Madonna delle Grazie in trono con il Bambino, in sacra conversazione con un vescovo alla sua destra, probabilmente san Berardo o san Ludovico di Tolosa, ed una suora a sinistra, la cui figura è avvolta per metà dalle fiamme: forse santa Chiara o la bizantina santa Parasceve.
L'immagine della Vergine è una perfetta riproduzione di quella del polittico che Crivelli realizzò per la Chiesa di San Pietro Martire di Ascoli Piceno alla fine del XV secolo.
L'affresco fu rinvenuto nel 1892, durante la demolizione del vecchio santuario, nella prima cappella di destra.
Francesco Savini lo attribuì allo stesso Carlo Crivelli, ma questo non gli impedì di danneggiarlo gravemente nel distaccarlo.
Pietro Alamanno fu successivamente indicato come autore dell'opera dal critico d'arte Ferdinando Bologna. La questione è ancora dibattuta.

### Dipinti del XIX secolo
All'interno oggi si vedono dipinti, tra gli altri, di Giacinto Stroppolatini (I Sacri Cuori, del 1831), Gennaro Della Monica (Martirio di Santa Lucia, del 1898), Vittorino Scarselli (La Sacra Famiglia, del 1899), Pasquale Celommi (Le tre Marie alla Croce, del 1900) ed affreschi di Cesare Mariani, che si raffigurò grande vecchio con barba nell'affresco del Presepio.